# Sakon Yamamoto
Sakon Yamamoto (山本左近?, Yamamoto Sakon; Toyohashi, 9 luglio 1982) è un ex pilota automobilistico e politico giapponese.

## Carriera

### Gli esordi
Dopo l'esordio con i kart all'età di 12 anni, ha vinto i campionati nazionali di Formula A nel 1998 e nel 1999, per poi procedere al debutto nelle monoposto con la Formula 3 nel 2001 (quarto nel campionato nipponico) e a due anni di gare in Europa. Nel 2004 è tornato in Giappone per gareggiare ancora in Formula 3 e poi, l'anno seguente, in Formula Nippon. Suo padre Masashi è capo della Honda.

### Formula 1

#### 2005: Jordan
Dal Gran Premio del Giappone viene ingaggiato come terzo pilota della Jordan.

#### 2006: Super Aguri

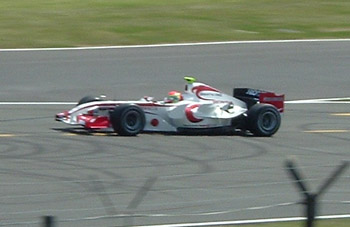
Sakon Yamamoto al volante della Super Aguri durante le prove del Gran Premio di Gran Bretagna 2006

A metà del campionato 2006 viene chiamato dalla Super Aguri. Dopo essere stato il terzo pilota nelle sessioni libere di qualifiche del venerdì, ha debuttato al volante della seconda macchina del team giapponese nel Gran Premio di Germania ad Hockenheim, rimpiazzando il francese Franck Montagny fino alla fine della stagione; ottiene quattro ritiri e tre arrivi, ma molto lontano dai punti.

#### 2007: Spyker
Nel campionato 2007 passa alla Spyker come collaudatore; a partire dal Gran Premio d'Ungheria viene promosso pilota titolare della scuderia, con la quale disputa gli ultimi 7 gran premi della stagione senza far segnare punti. Nello stesso anno, gareggia anche nella GP2 col team BCN Competición, correndo 11 gare senza ottenere arrivi a punti.

#### 2008-2009: Renault
Per le stagioni 2008 e 2009 viene ingaggiato dalla Renault come collaudatore, insieme a Romain Grosjean e Lucas Di Grassi; lo scarso ricorso ai collaudatori da parte della squadra francese, lo ha visto però inattivo nella prima parte dell'anno. Il 15 luglio 2008 è stato annunciato il suo ingaggio come pilota titolare della ART Grand Prix nella serie GP2, al posto di Luca Filippi; nel corso della stagione ottiene finalmente un arrivo a punti, quarto nella gara sprint in Ungheria. Partecipa anche alla serie GP2 Asia, chiudendo nono in classifica generale con un terzo posto nella gara lunga di Shanghai.

#### 2010: HRT

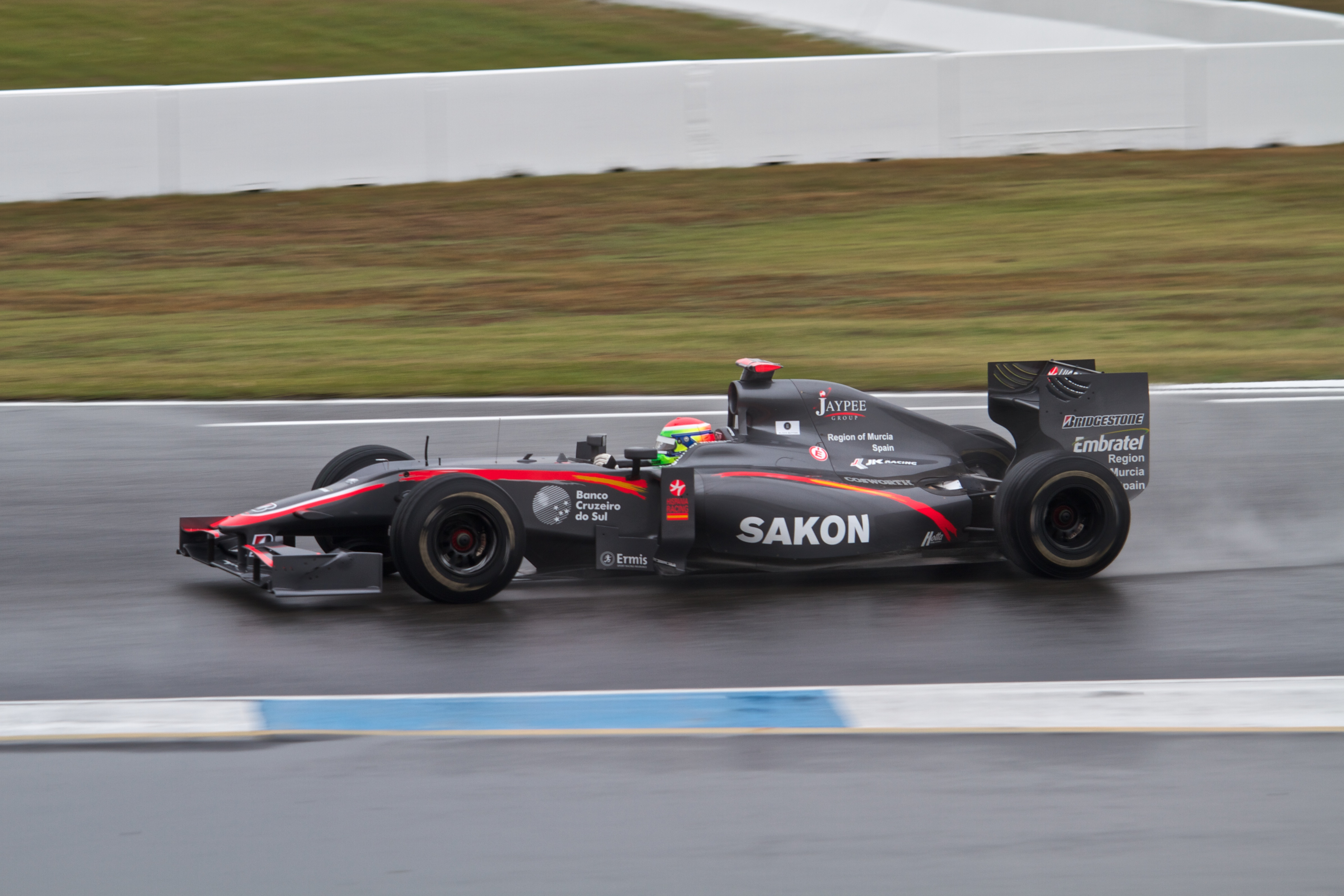
Yamamoto impegnato con l'HRT nel weekend del Gran Premio di Germania 2010.

Il 17 aprile 2010 l'HRT comunica di averlo ingaggiato come test driver e pilota di riserva per il campionato 2010. Nel Gran Premio di Gran Bretagna sostituisce Bruno Senna, quale pilota titolare, mentre nelle due gare successive, in Germania e in Ungheria, prende il posto di Karun Chandhok. Nel Gran Premio del Belgio viene nuovamente confermato pilota titolare della scuderia spagnola sempre al posto di Chandhok; prima del Gran Premio d'Italia annuncia che resterà pilota titolare dell'HRT sino al termine della stagione, anche se poi viene sostituito da Christian Klien a Singapore, in Brasile e ad Abu Dhabi.

#### 2011: Virgin
Il 23 marzo 2011 il nipponico è stato nominato pilota di riserva della Virgin per i primi tre gran premi della stagione 2011; dal Gran Premio del Canada il suo posto è stato preso dal canadese Robert Wickens.

### Dopo la Formula 1
Lasciata definitivamente la Formula 1, si è ritirato dalle corse per concentrarsi nel campo dell'assistenza sociale, salvo poi tornare nell'abitacolo nella stagione 2014-2015 per partecipare alle due tappe conclusive del Campionato mondiale di Formula E a Londra, senza ottenere alcun punto. Negli anni successivi ha rivolto la sua attenzione alla politica, candidandosi anche per un posto alla House of Councilors del Giappone nel 2019, ma senza successo. Nel 2020 corre il finale di stagione della Super Formula Lights con il Team B-Max Racing.

### La politica
Nel 2019 si candida per la Camera dei Consiglieri giapponese, ma non viene eletto. Nel 2021 viene eletto alla Camera dei Rappresentanti nelle liste del Partito Liberal Democratico.

### Risultati in Formula 1
| 2005 | Scuderia | Vettura |  |  |  |  |  |  |  |  |  |  |  |  |  |  |  |  |  |    |  | Punti | Pos. |
| ---- | -------- | ------- |  |  |  |  |  |  |  |  |  |  |  |  |  |  |  |  |  | -- |  | ----- | ---- |
| 2005 | Jordan   | EJ15B   |  |  |  |  |  |  |  |  |  |  |  |  |  |  |  |  |  | TP |  | –     |      |

| 2006 | Scuderia    | Vettura     |  |  |  |  |  |  |  |    |    |    |    |     |     |     |     |    |    |    |  | Punti | Pos. |
| ---- | ----------- | ----------- |  |  |  |  |  |  |  | -- | -- | -- | -- | --- | --- | --- | --- | -- | -- | -- |  | ----- | ---- |
| 2006 | Super Aguri | SA05 e SA06 |  |  |  |  |  |  |  | TP | TP | TP | TP | Rit | Rit | Rit | Rit | 16 | 17 | 16 |  | 0     | 26º  |

| 2007 | Scuderia | Vettura |  |  |  |  |  |  |  |  |  |  |     |    |    |    |    |    |     |  |  | Punti | Pos. |
| ---- | -------- | ------- |  |  |  |  |  |  |  |  |  |  | --- | -- | -- | -- | -- | -- | --- |  |  | ----- | ---- |
| 2007 | Spyker   | F8-VII  |  |  |  |  |  |  |  |  |  |  | Rit | 20 | 20 | 17 | 12 | 17 | Rit |  |  | 0     | 24º  |

| 2010 | Scuderia | Vettura |  |  |  |  |  |  |    |  |  |    |     |    |    |    |  |    |    |  |  | Punti | Pos. |
| ---- | -------- | ------- |  |  |  |  |  |  | -- |  |  | -- | --- | -- | -- | -- |  | -- | -- |  |  | ----- | ---- |
| 2010 | HRT      | F110    |  |  |  |  |  |  | SP |  |  | 20 | Rit | 19 | 20 | 19 |  | 16 | 15 |  |  | 0     | 26º  |

| Legenda | 1º posto     | 2º posto | 3º posto    | A punti         | Senza punti/Non class.  | Grassetto – Pole position Corsivo – Giro più veloce |
| Legenda | Squalificato | Ritirato | Non partito | Non qualificato | Solo prove/Terzo pilota | Grassetto – Pole position Corsivo – Giro più veloce |

### Formula E
| Anno    | Team        | Vettura               | 1   | 2   | 3   | 4   | 5   | 6   | 7   | 8   | 9   | 10      | 11      | Punti | Posizione |
| ------- | ----------- | --------------------- | --- | --- | --- | --- | --- | --- | --- | --- | --- | ------- | ------- | ----- | --------- |
| 2014-15 | Amlin Aguri | Spark-Renault SRT 01E | PEC | PUT | PDE | BNA | MIA | LBH | MON | BER | MOS | LON Rit | LON Rit | 0     | 35º       |